# Presidente Ortiz
Presidente Ortiz, conocido localmente como «Kilómetro 5» y de modo más reciente «El 5», es un barrio comodorense que integra el municipio y aglomerado de Comodoro Rivadavia, en el departamento Escalante, Provincia del Chubut, Argentina.
A pesar de que nació y trató de ser una localidad ajena a la ciudad petrolera fue alcanzada por su expansión. Por su separación de 5 kilómetros del centro del aglomerado tiene un trato especial respecto de otros barrios de la ciudad. El barrio presidente Roberto M. Ortiz, fue conocido en sus orígenes como “Estación Talleres”. Por esta razón, el barrio tiene tratamiento de localidad según el INDEC.Es considerado el barrio más antiguo de Comodoro Rivadavia.
El barrio y su patrimonio histórico conservado fueron ejes de un intento de impulso ante la Cámara de Diputados, en 2006, de un proyecto de creación de un nuevo museo ferroviario. El objetivo fue reforzar la identidad ferroviaria que aun mantiene hasta el presente, hecho que lo constituye como lugar óptimo para el trazado urbano del tren turístico en Comodoro Rivadavia, que partiría de este barrio pasando por Don Bosco, y Astra, agregándose al mismo un ramal hacia Caleta Córdoba, en el cual se podrá apreciar el Faro San Jorge y la belleza del paisaje patagónico.

## Toponimia
Su nombre hace mención al Pte. Roberto M. Ortiz, por el hecho de que en los años de su presidencia este pueblo intento tener municipalidad aparte de Comodoro, de hecho el pueblo llegó a tener un escudo propio con el nombre «Pueblo Presidente Ortiz», pese a que Ortiz autorizó su creación, la iniciativa quedó en el olvido tras la descompensación de su salud que lo obligó a delegar la presidencia al conservador Castillo, que para empeorar la situación sería depuesto por el golpe de Estado de 1943. Quedando nulas las expectativas de independencia desde entonces.

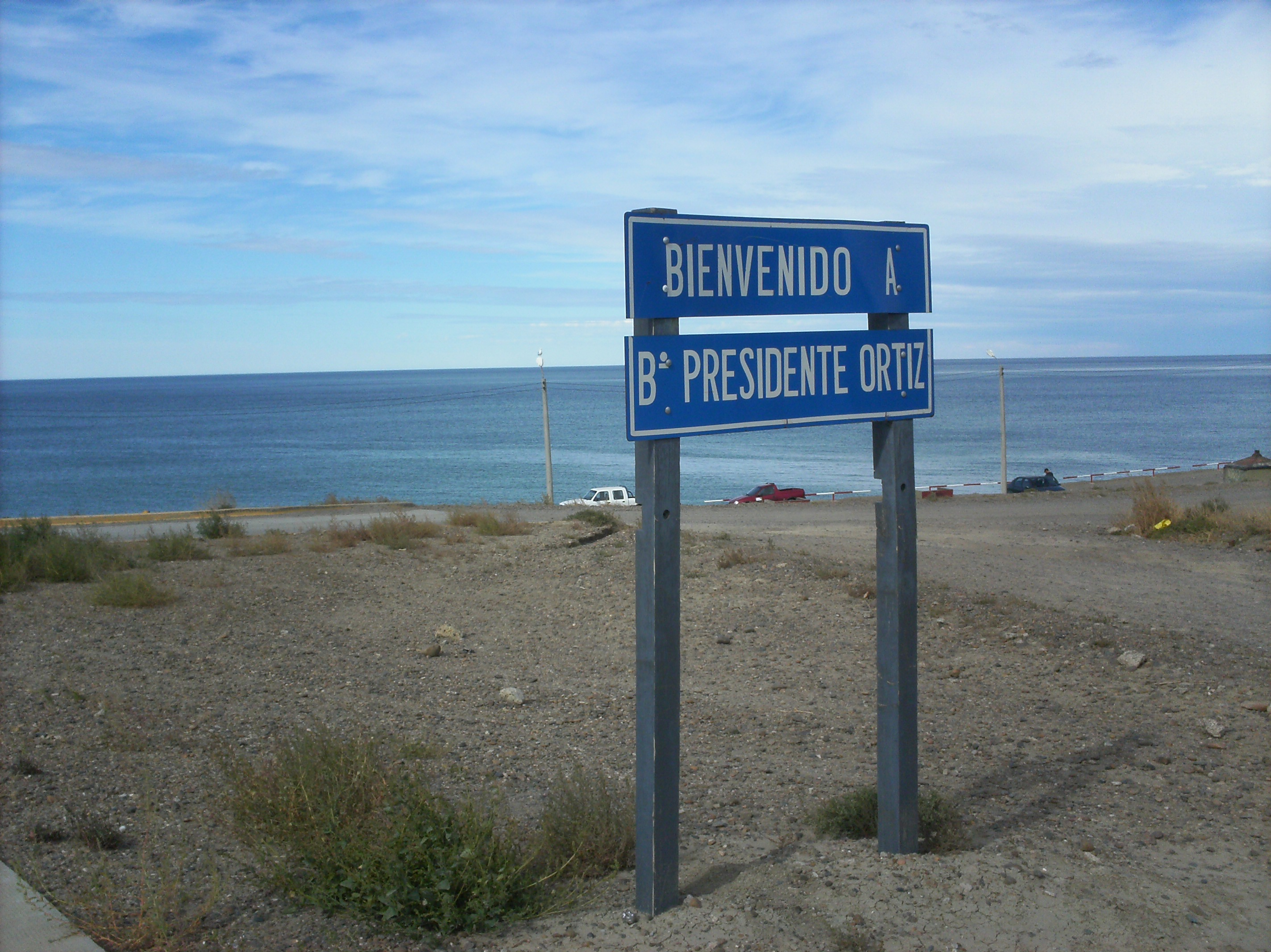
Vista del cartel de bienvenida al barrio en sus puertas.

## Descripción
Todo el barrio de "KM 5" posee una urbanística y arquitectura definida característica de distintas etapas y contextos de construcción edilicia.
Respecto de la dispersión de los distintos sectores puede decirse que siguen la antigua traza del Ferrocarril de Comodoro Rivadavia. Hacia el norte se sitúan construcciones que pertenecían a la Empresa YPF conformando un conglomerado urbanístico conocido como B° Azcuénaga. Hacia el mar, el B° Ferroviario aún conserva muchas de sus construcciones originales. Después de 1955, todos estos pequeños barrios son absorbidos por el núcleo urbano que ahora conocemos como barrio Presidente Ortiz.
Kilómetro 5 es más que un simple barrio, dado que en su interior aglomera una cantidad de microbarrios que están unidos en la masa popularmente conocida como "KM 5", de todos esos pequeños barrios el que más sobresale por historia y población es Presidente Ortiz. El barrio se extiende por una llanura entre la ruta 3 y el mar, siendo uno de los más poblados sobre la costa. En su interior se halla atravesado por la ruta provincial número 1, divisándose algunas lomas suaves.
El barrio parece haberse detenido en el tiempo. No hay grandes cambios en los barrios históricos de km 5, aún están en pie las viejas casas de chapa y madera, algunos pinos casi centenarios, la usina, la enfermería, muchos lugares que pueden ser restaurados. Ese patrimonio industrial que queda como vestigio de la presencia del tren y de las torres de petróleo. Con el tiempo se levantaron otros barrios en la zona de Presidente Ortiz como Las Orquídeas (formado por asentamientos poblacionales como el Plan 100 Viviendas de la Mutual del Personal de Y.P.F., las 90 Viviendas de S.U.P.E.  y las 32 Viviendas de la Mutual de Y.P.F.)  fue oficialmente creado por la municipalidad el 30 de abril de 1996. Este barrio tiene su propia Unión Vecinal. Actualmente, sobre las vías que fueron levantadas se construyeron planes de viviendas para el Centro de Empleados de Comercio, un colegio secundario y otro plan de viviendas para el Sindicato de Petroleros Privados.
Hoy se destaca por ser el barrio más antiguo hecho en la periferia de la ciudad.

## Historia
El primer registro poblacional sucedió en 1903 con el arribo de Juan García Marcet, conocido como “Juan del Puente”.  Trabajaba bajo las órdenes de José Fuchs y era el encargado de acarrear agua y  leña para los trabajos relacionados con la industria petrolera. Este trabajador fue el primero en instalarse en la zona de Kilómetro 5, construyendo su vivienda de chapa  en la zona de Arroyo Belgrano. Luego, la zona empieza a urbanizarse el 15 de febrero de 1906 (119 años) al abrirse un camino desde el centro hasta el naciente barrio. El camino fue bautizado “Juan Del Puente
En 1909 comenzó la actividad petrolera en el barrio y se instaló el primer pozo. También, en ese mismo año empezó a construirse el ramal ferroviario entre Comodoro Rivadavia y Lago Buenos Aires (hoy Perito Moreno). De este modo, el barrio creció entre dos perfiles bien marcados. En 1912, a través de un decreto nacional, se fijó a tierras de esta localidad como zona de Reserva Petrolífera quedando comprendida en ella las construcciones ferrocarrileras ya instaladas desde 1910 como los talleres y la estación Presidente Ortiz.
En 1929 se creó el Club deportivo Ferrocarril del Estado que se fundó gracias a operarios y empleados del ferrocarril, abreviado Ferro. Como este barrio mantenía rivalidad con el de YPF, los trabajadores petroleros deciden crear en 1931 el Club Miguel Azcuénaga que posteriormente se fusionó con otra entidad del barrio para constituir la Unión San Martín Azcuénaga, abreviado USMA. En ese entonces la rivalidad era solo deportiva, dado que los clásicos de fútbol era una excusa para armar reuniones sociales con comidas típicas y bales que duraban hasta la madrugada en un ambiente familiar y sin violencia.
Recién el 1932 se dispuso, desde YPF una fracción de 41 ha para la administración de Ferrocarriles. No obstante, la estatal petrolera podía seguir explotando. Desde sus inicios la localidad estuvo partida en dos barrios, que comprendían orígenes distintos y clases trabajadores distintas. YPF había fundado el barrio Azcuénaga para petroleros y en inmediaciones de los talleres se estableció el barrio Ferroviario. Ambos separados por las vías y la ruta 1.
El 7 de junio de 1939 los vecinos forman la Sociedad Vecinal de Fomento. Su presidente era el inmigrante griego Juan Casacherachis. Antonio Musso era el secretario y con el nombre de Presidente Roberto Ortiz solicitan la categoría de pueblo para su asentamiento, argumentando en los abusos por parte de la empresa Ferrocarrilera respecto de los valores de arrendamiento de tierras fiscales. El 17 de diciembre el barrio se vistió de fiesta para el acto de inauguración del mástil. La bandera que izaron fue un aporte del entonces presidente de la Nación, Roberto Marcelino Ortiz. El Rivadavia daba testimonio: 

«La población de Km5 ha concretado la voluntad de convertirse en un pueblo, para desligarse de las absurdas persecuciones que el ferrocarril del Estado ha inaugurado y puesto en práctica debido a las gestaciones incorrectas de la gerencia local. Unas mil personas se congregaron en el lugar».
Diario El Rivadavia

La petición no prosperó dado que fue rechazada por la Dirección Gral. de YPF, ya que la empresa estatal argumentó que no se podía considerar como poblado debido a que el pueblo estaba compuesto solo por ferroviarios empleados; además que ya había invertido en construcciones para la administración y viviendas para sus trabajadores petroleros. La población tomó como lugar de asentamiento los alrededores de los talleres del ferrocarril conformando un núcleo suburbano denominado “Estación Talleres”, conocido actualmente como Barrio Presidente Ortiz. Allí se desarrolló una intensa vida social y un dinámica independiente respecto del pueblo de Comodoro. El lugar concentraba la edificación industrial necesaria para el mantenimiento y funcionamiento de las locomotoras. De ahí que las denominaciones de las calles que lo configuran guarden relación con la historia ferroviaria del país.
El Muelle de ferrocarriles, enfermería de ferrocarril, club ferrocarril del estado, usina, almacén de ferrocarriles, la unión ferroviaria son testimonio de la época.
Los vecinos siguieron luchando por la creación del pueblo. A pesar de que el 24 de junio de 1941 se les comunicó a los ciudadanos que no habrá decreto para reconocer de manera oficial la autonomía, los vecinos mantuvieron la Sociedad Vecinal de Fomento hasta el año 1945.
Los intentos de la creación del pueblo, continúan en la Gobernación Militar de Comodoro Rivadavia, período en que se denomina Ministro Castro a esta localidad, en honor al Ministro de Transportes Juan Francisco Castro de Perón. Después de 1955 es creado oficialmente el pueblo Presidente Ortiz y desde 1959 comienza a funcionar la nueva unión vecinal que es la que existe actualmente y que representa barrios que integran el ejido de "KM 5": Fernández, Azcuénaga, Usina, Ferroviario

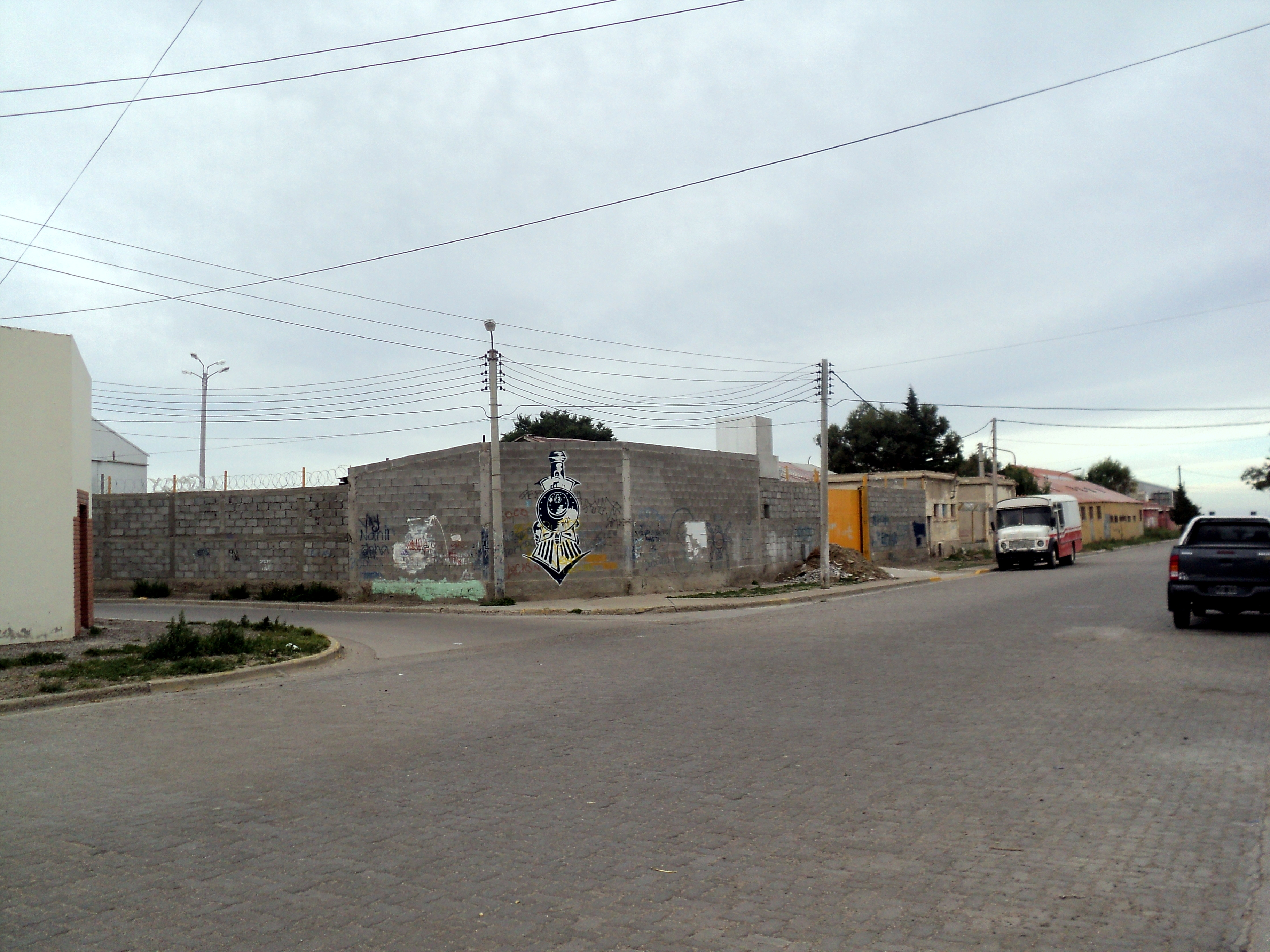
El ferrocarril aun presente en el espíritu de "KM 5", esta vez a modo de pintura urbana de una locomotora Pacífico en el paredón del predio de los ex talleres.

Más tarde, el boom petrolero, favorecido por el contexto político propuesto por Frondizi, permitió el crecimiento de la red ferroviaria y el uso del tren como medio de transporte general.
El ámbito de la zona de industria petrolera del golfo San Jorge, propició el traslado de la población de crudo y sus derivados en vagones cisterna desde Astra y Diadema tomando como punto de llegada el muelle de "KM 3"
Se sufrió un durísimo golpe cuando en 1978 cuando se produjo el cierre de la ferrocarril de Comodoro Rivadavia a Colonia Sarmiento. Aunque hubo una iniciativa para que no cerrara con un intento de cooperativa, pronto se desestimó. Como resultado el cierre del ferrocarril trajo el se desplome del barrio, como si hubiera caído una bomba. La mitad de los vecinos tuvieron que irse a otro lugar a terminar sus años de servicio para jubilarse y optar por futuro. Además, el ferrocarril se constituyó también como vehículo movilizador de pobladores urbanos y suburbanos generando una dinámica social particular que se manifestó en las estaciones de ferrocarril como importantes centros cívicos y de actos locales.
Otro golpe en la historia de "KM 5" fue en 1992 con la privatización de YPF. 
Una Ordenanza Municipal creó el 30 de abril de 1996 un nuevo barrio denominado Las Orquídeas, compuesto por asentamientos poblacionales como el Plan 100 Viviendas de la Mutual del Personal de YPF, 90 Viviendas de S. U. P. E. y 32 Viviendas de la Mutual de Y. P. F.. Posee una unión vecinal propia, aunque es un barrio más de "KM 5".
En 2008, surgió un proyecto de construcción de un museo ferroviario; está proyectado desarrollar la exposición central, como así también las actividades programadas por la actividad del museo en un gran taller con antiguas maquinarias, fragua y sistemas de andamio para manipular elementos pesados. El edificio donde se prevé la construcción del museo tiene elemento industrial, se presenta como una edificación de formas simples, con un techo a dos aguas, conformado por chapas de zinc de cubierta incompleta debido al transcurso del tiempo. La estructura de soporte interno es de pinotea original de época, y las paredes son del mismo material que el techo. Acompañan al conjunto edilicio doce ventanas de vidrios repartidos en sus dos laterales y en el contra frente, los portones de la entrada principal fueron reemplazados por puertas de chapa modernas. En el interior posee un sistema de iluminación antigua propia de talleres, y alojados en el espacio interno se encuentran en existencia grandes tornos y aparatos utilizados para la reparación de maquinarias.
El inmueble se encuentra ocupado por el sector de bienes patrimoniales, perteneciente a la Municipalidad de Comodoro Rivadavia desde hace dieciocho años. Se utiliza como depósito de materiales de construcción, tales como, chapas, tirantes, ladrillos, varillas de acero y caños, en el espacio interno como en el predio exterior en el que se ubica. No cuenta con reformas que alteren su condición original, y podría decirse que su estado de conservación es regular. El galpón está circundado por un gran terreno que antiguamente funcionaba como playa de maniobras, el cual resulta propicio para actividades al aire libre y exposición de vagones y máquinas
Hoy en día el barrio mantiene disminuidas sus identidades petroleras y ferroviarias ante la desaparición de estas actividades y su escaso vestigio. El panorama de la localidad es sombrío con edificios abandonados del ferrocarril, YPF y otras empresas. El mantenimiento de edificios es escaso. Mientras hoy en día vive una expansión poblacional que ocupa lugares vacíos que ayer ocupaba el ferrocarril o el petróleo. Aun existen sus clubes de fútbol, pero sus clásicos ya no son tan amistosos como antes, sino se sumen en un ambiente de violencia e irreconciliable rivalidad.

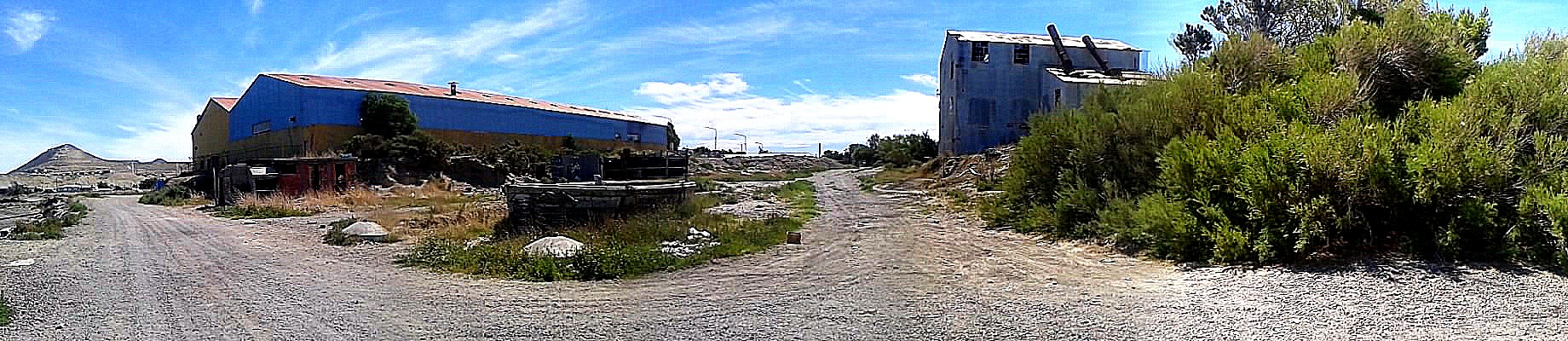
El antiguo puerto con galpones portuarios y ferroviarios.

## Población
Contó con 3,564 habitantes (Indec, 2001), integra el aglomerado urbano de Comodoro Rivadavia - Rada Tilly, siendo uno de los más poblados del conjunto. Hoy su expansión hasta 2010, según imágenes satelitales dejó casi bajo su órbita los barrios - localidades "KM 4" y Castelli, pero en modo un poco más distante al barrio Rodríguez Peña, comprometiendo la unión en los próximos años.

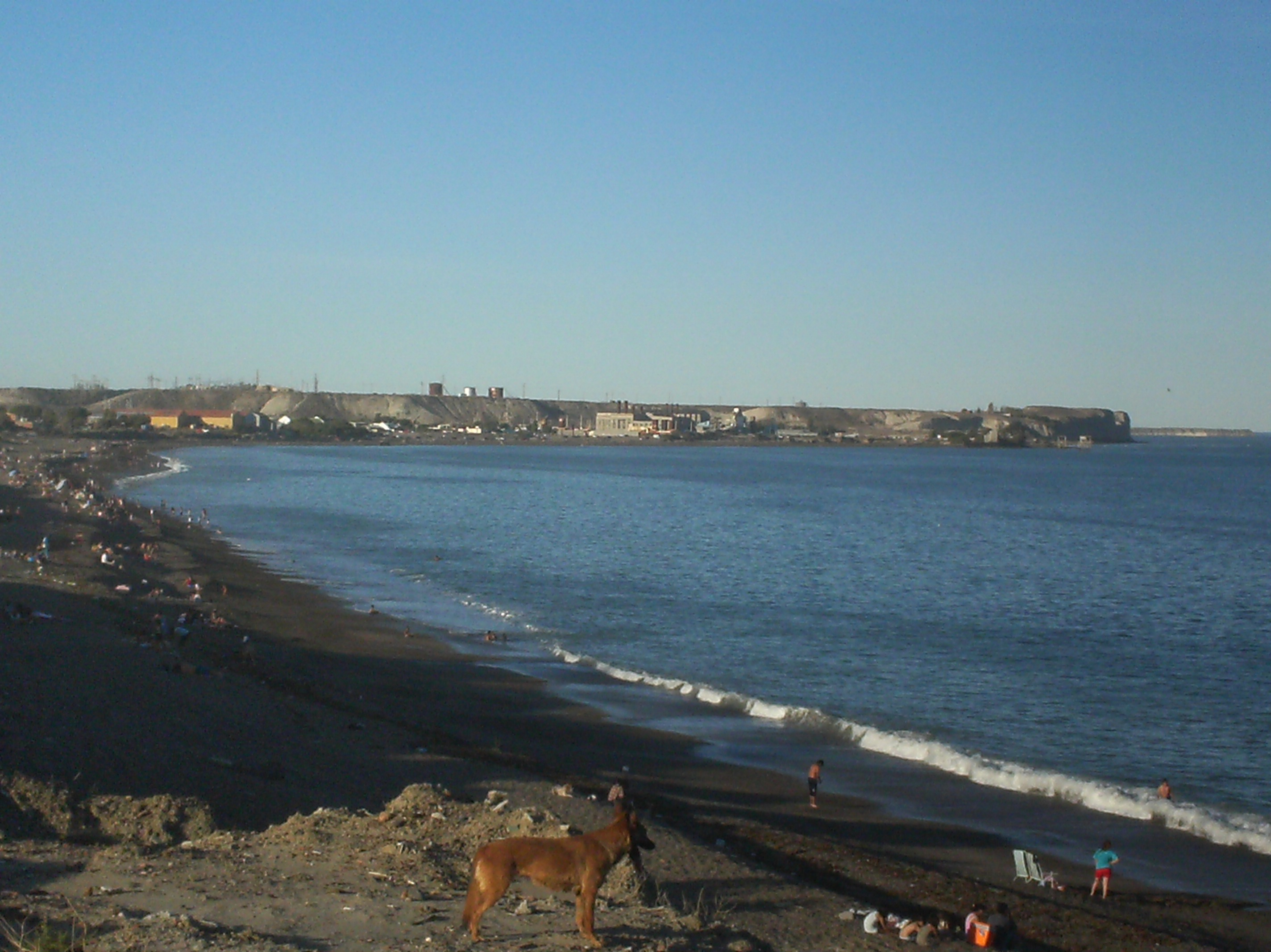
La playa de "KM 5" y la usina tan característica del barrio.

## Situación ambiental
El área "Campamento Central" eje histórico de la explotación petrolera de YPF; que involucra a este y otros barrios, se halla profundamente afectada por la existencia de alrededor de 2.000 pozos (en su mayoría inactivos y correspondientes a sólo a esta compañía). Los mismos representan un importante pasivo ambiental fruto de ausencia de políticas reguladoras hasta la década de 1990. Actualmente, su saneamiento implicaría una inversión de 200.000 dólares por pozo que la empresa petrolera esquiva en pagar. A esto se debe sumar los ductos se abandonados, tanques en desuso y el necesario rastreo de material radiactivo que se manejó por la zona.
En tanto, su playa hoy está profundamente contaminada por vertientes cloacales que terminan en sus aguas. Esto hace que no sea apta para que los comodorense se bañen, o siquiera se mojen parcialmente el cuerpo. La grave situación es comportadita por los barrios km 8, Restinga Alí, km 4, restos de micro barrios General Mosconi y el barrio de la zona sur Stella Maris. La solución sería ejecutar un tratamiento primario de efluente s y conducirlos 1.500 metros aguas adentro del mar, para el vertido con un grado ínfimo de contaminación. Los emisarios y plantas más prioritarios deberían emplazarse en km.8 y otro en Stella Maris. Sin embargo, se requieren 300 millones de dólares Nación debería financiar las obras.

## Infraestructura comunitaria[13]
Centros de Promoción Barrial
- CPB Presidente Ortiz:

José Ingenieros 1064
Centros de Salud
- Consultorio "KM 5": José Ingenieros y Ruta N.º 1

- Asociación Vecinal

- Asociación Vecinal Barrio Presidente Ortiz: José Ingenieros 445

Sistema Educativo
- Escuela N.º 111 "Mar Argentino": Margarita Galetto De Abat 351

- Jardín N.º 416: Margarita Galleto de Abad 351

- Escuela N.º 742: Margarita de Abad 351

Lugares de culto
- Nuestra Señora del Valle: Ricardo Rojas 45

- Parroquia N. Sra. del Valle: R. Rojas e Ingenieros

## Galería

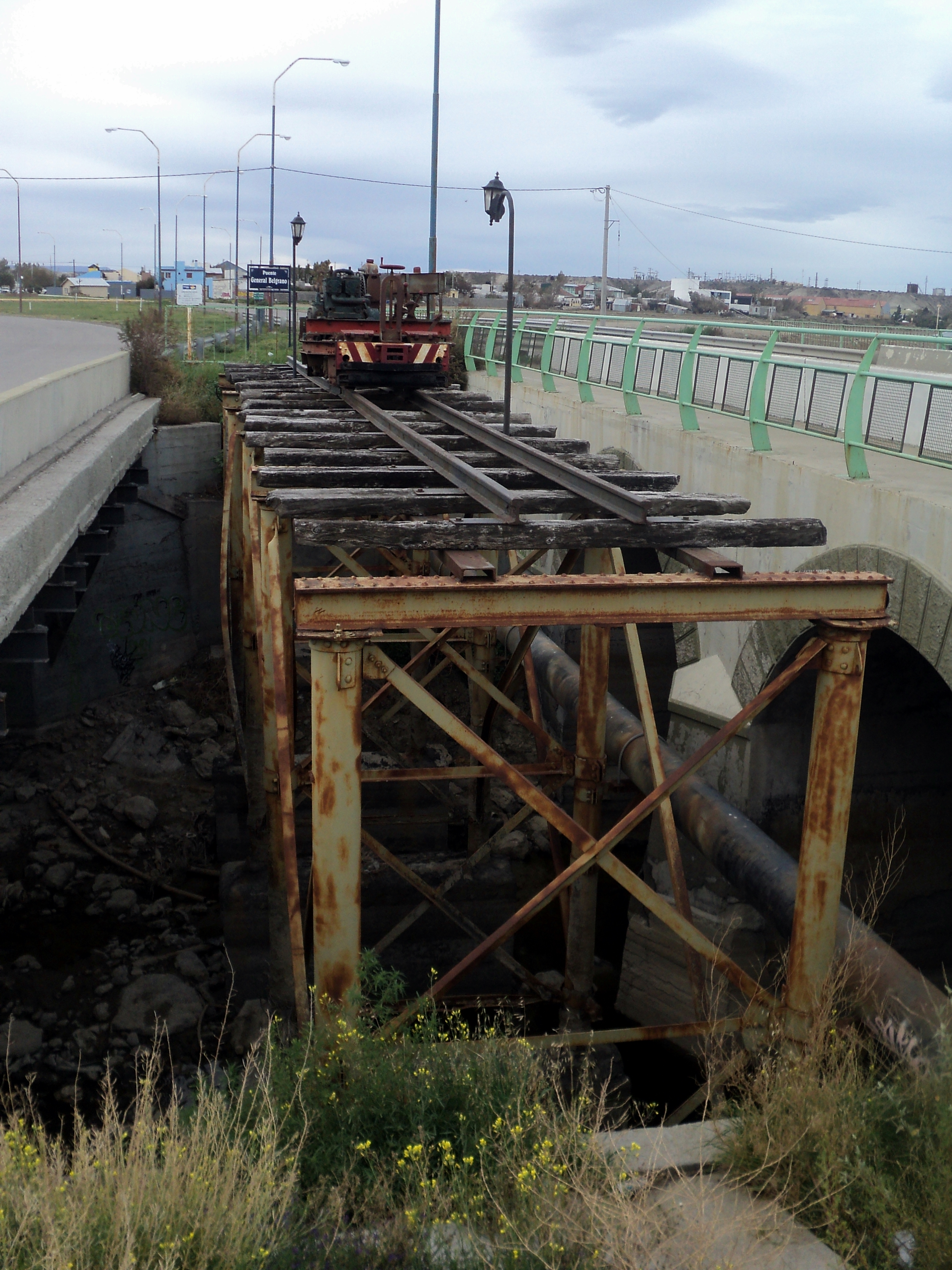
Monumento al ferrocarril en "KM 5" con la preservación del puente para tres y una Simplex de 20 cv intacta sobre sus vías
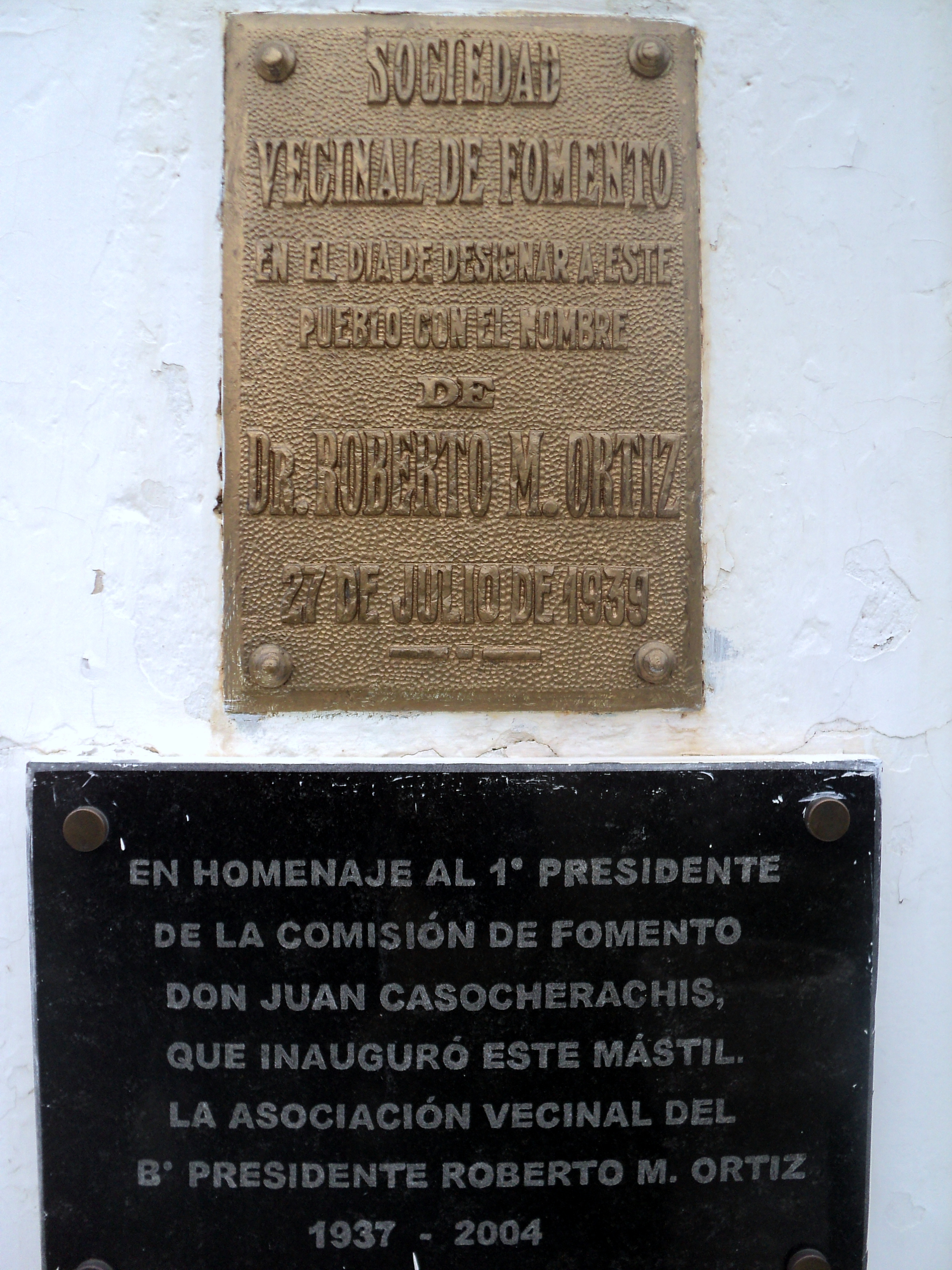
Placa que conmemora el efímero tiempo que Presidente Ortiz fue un pueblo con comisión de fomento.
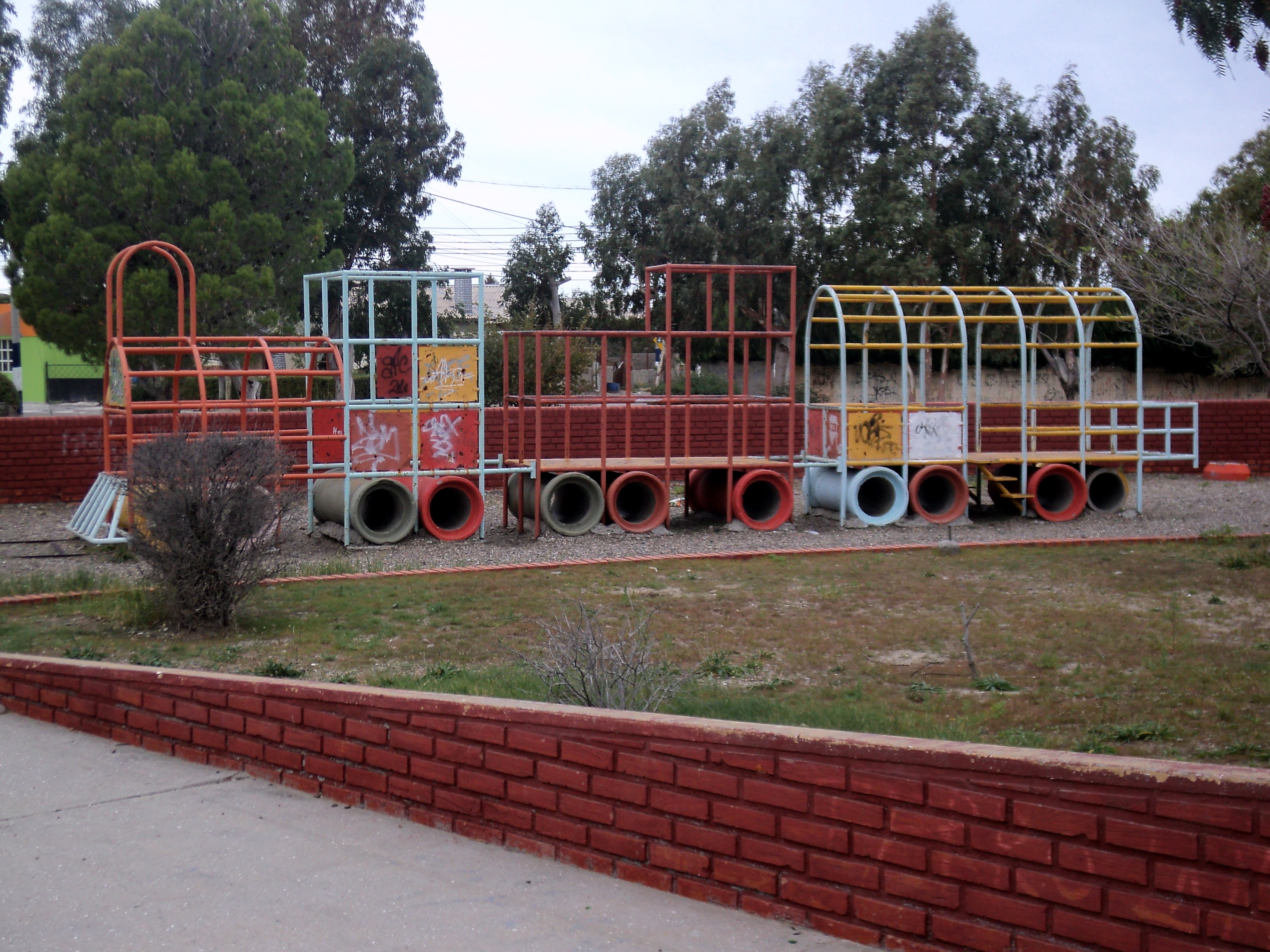
Monumento al ferrocarril en una plaza de "KM 5", justo en frente de los ex talleres de trenes.
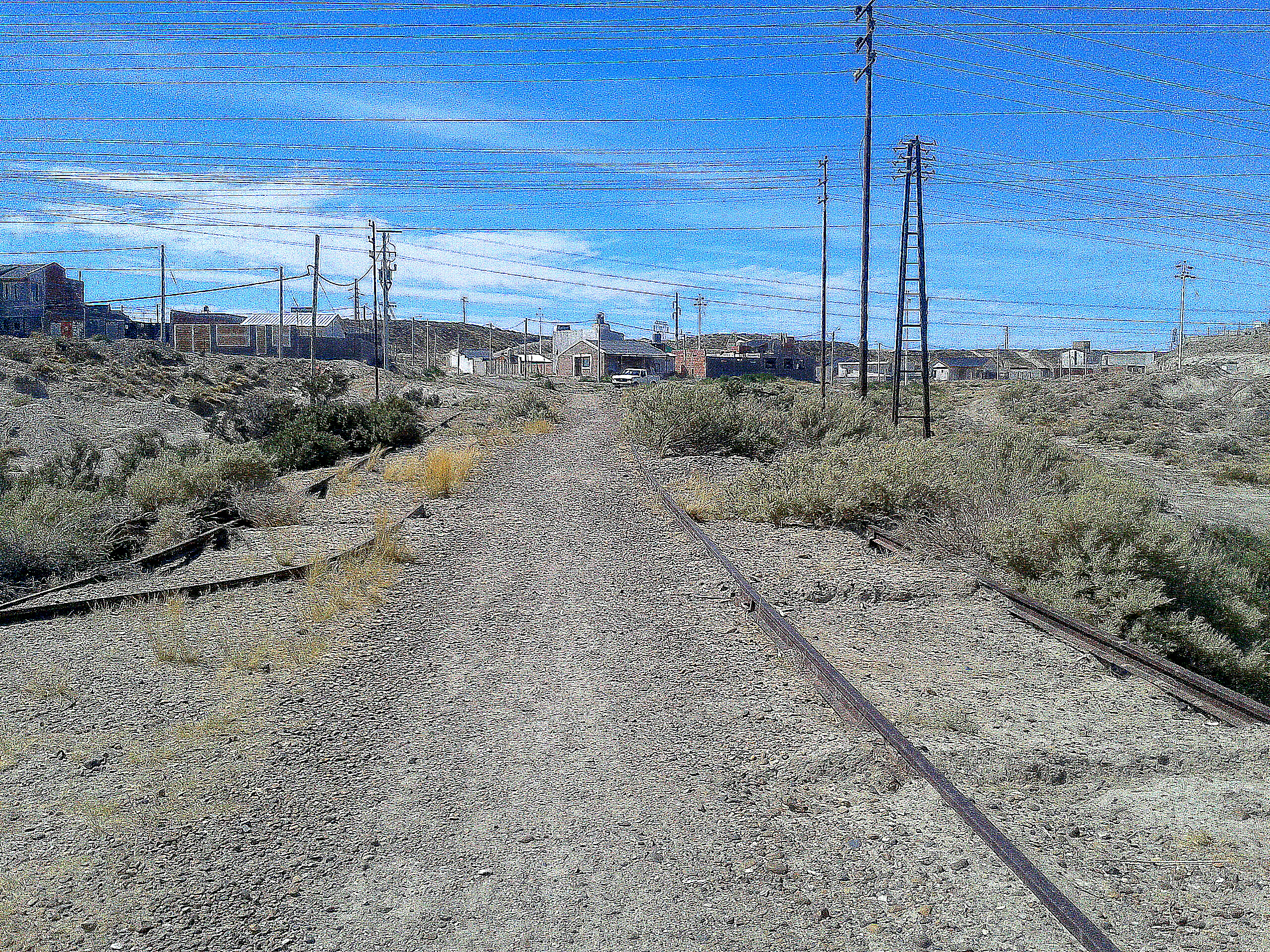
Resto del tramo de doble vía del ferrocarril de Comodoro tramo Presidente Ortiz ("KM 5")
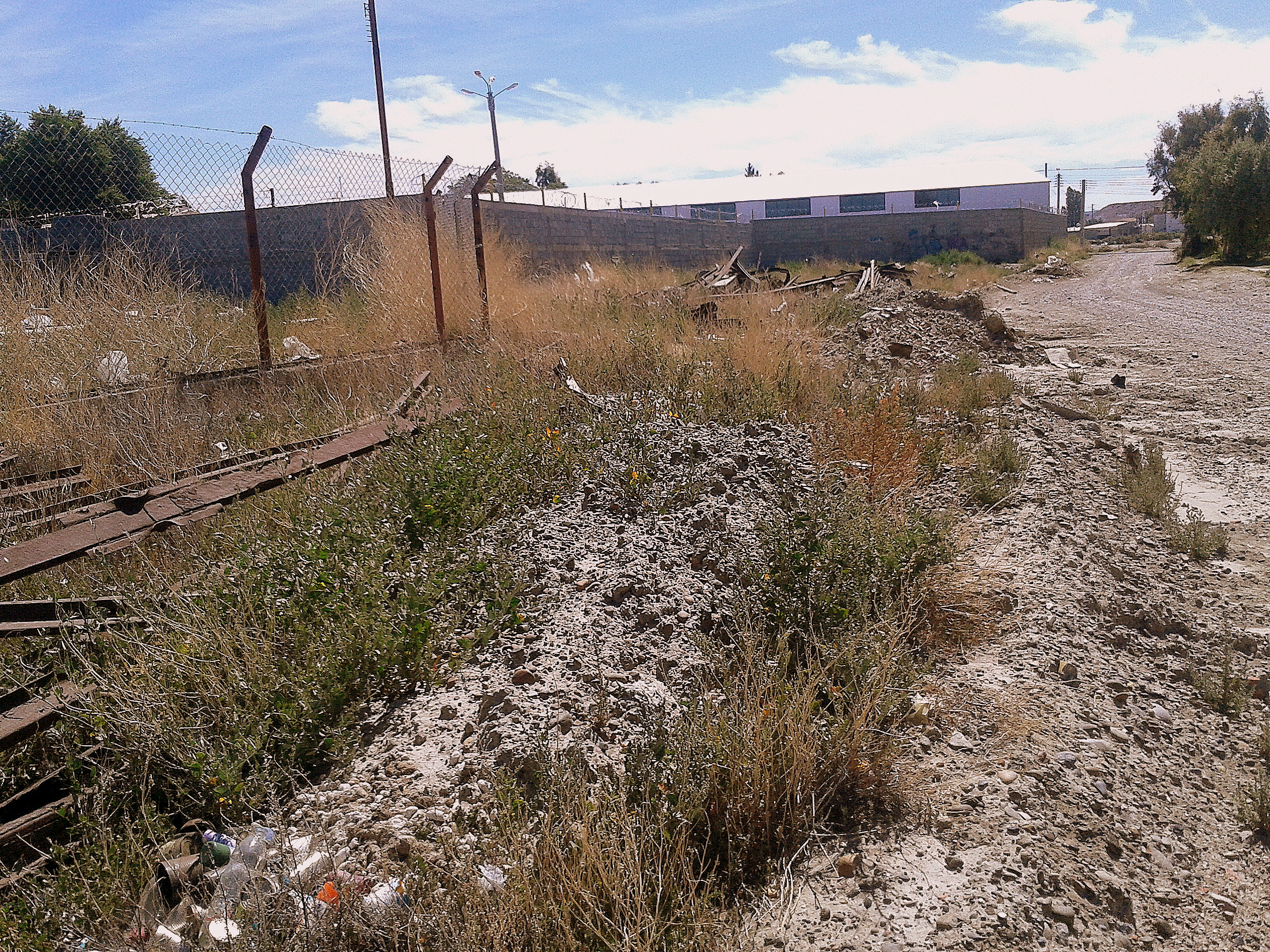
Rieles destrozados de lo que fueron las vías del tren que en "KM 5" que conectaban con su puerto.
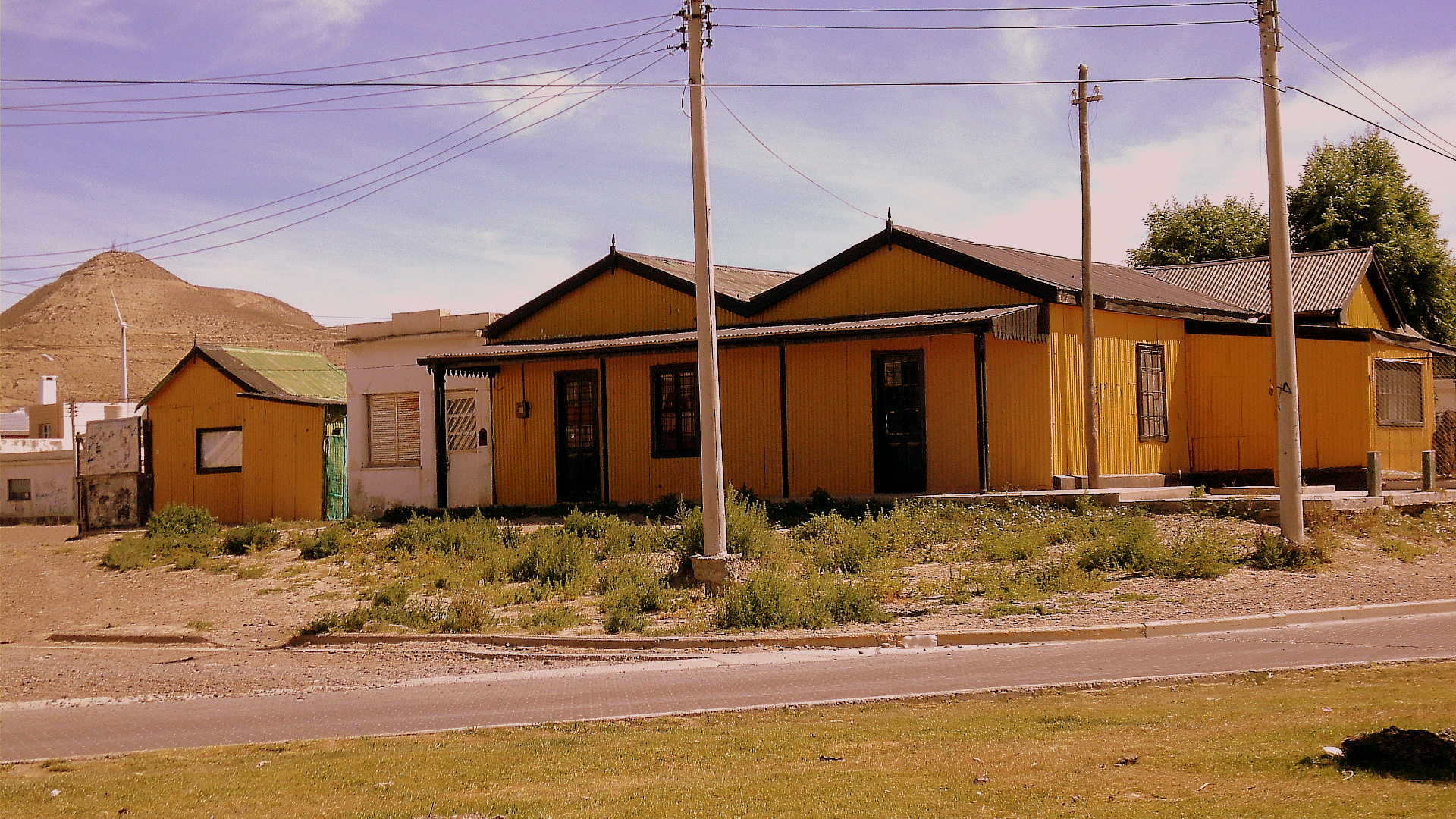
La estación tras una restauración reciente que le devolvió su parecer y la convirtió en una biblioteca. Las vías no pudieron ser salvadas ante la pavimentación del sector.
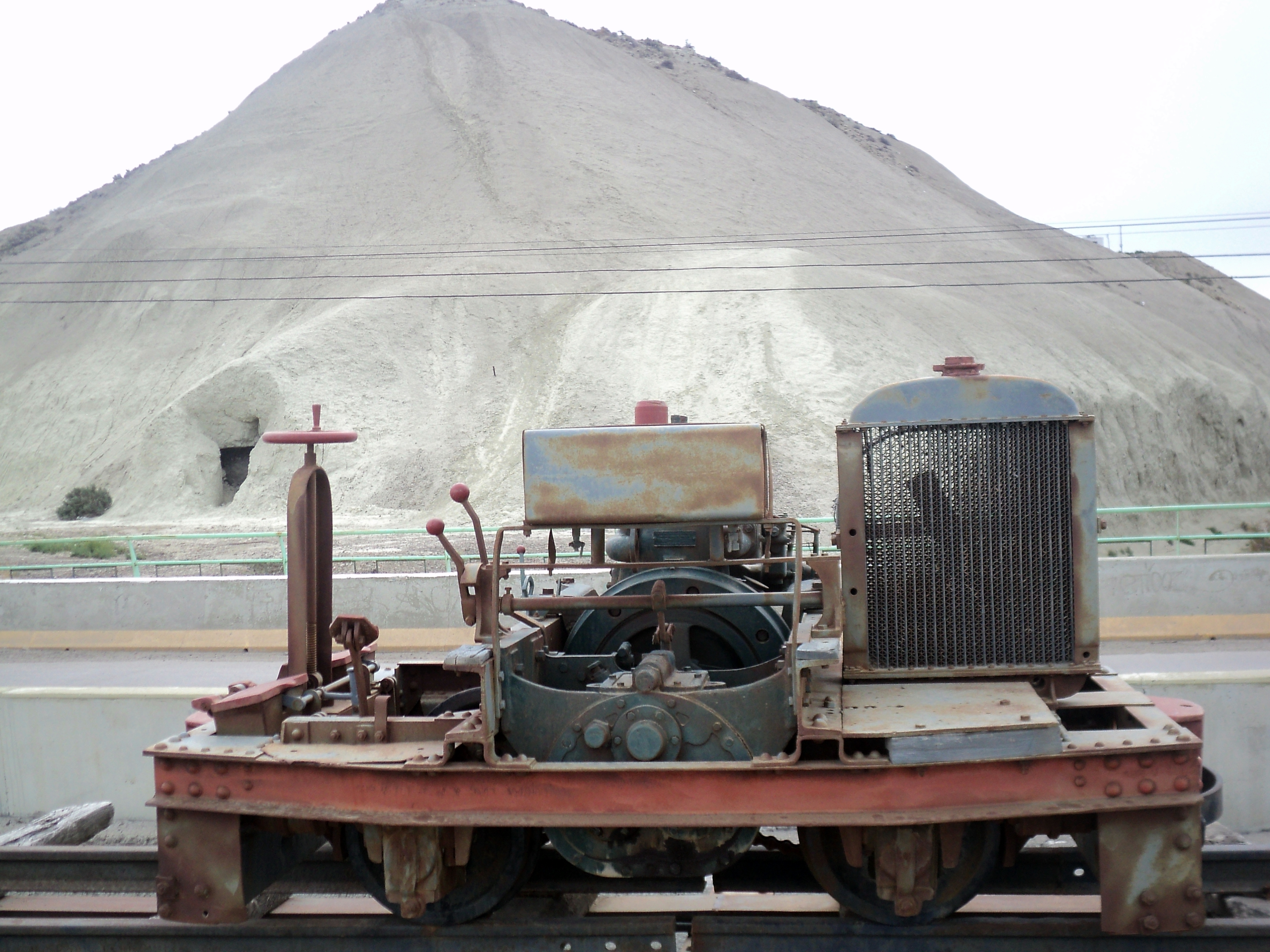
Simplex de 20 cv a modo de monumento sobre el puente antiguo del ferrocarril en "KM 5"